# Hurling
Hurling (gelsko iománaíocht ali iomáint) je ekipni šport, ki izvira iz gelske kulture. Krovna organizacija hurlinga je Gaelic Athletic Association.
Igra se s posebnimi palicami, imenovanimi hurley (v irščini camán, izgovorjeno [ˈkamɑːn]) in posebno žogo, imenovano sliotar (izgovorjeno [ˈʃlɪtəɹ]). Najbolj je hurling razširjen na Irskem, kar se tiče igre pa velja za najhitrejši ekipni šport. Hurling ima nekaj podobnosti s še enim irskim športom, ki izvira iz Gelske kulture, gelskim nogometom. Igri imata podobno igrišče, gole, število igralcev ter večino terminologije. Obstaja še ena podobna igra, namenjena ženskam, ki se imenuje camogie (camógaíocht).
Cilj hurlinga je s palico odbiti žogico med vratnici, ki ju brani vratar. Zadetek nad prečko šteje eno točko, zadetek pod prečko, v mrežo, pa šteje tri točke. 
Sliotar sme igralec prijeti z roko in ga nesti največ tri korake. Prav tako sme igralec žogico odbiti v zrak ali po tleh s palico ali odprto dlanjo, dovoljeno pa jo je tudi brcniti. Igralec, ki želi sliotar nesti po igrišču več kot tri korake, ga mora prenašati na palici, ali pa ga na palici odbijati. Takrat ga sme z roko prijeti največ dvakrat. 
Igralec sme drugega igralca od strani zadeti z ramo, vendar pa ga ne sme zaustaviti s celim telesom (body-check) ali ga zadeti z ramo v drug del telesa. Igralci ne nosijo podloženih dresov, priporočeno pa je nošenje čelad z varnostno obrazno mrežico. Nošenje teh čelad je obvezno za igralce, mlajše od 19 let. 

## Zgodovina
Hurling je igra, starejša od pisane zgodovine Irske. Predvidevajo, da je nastala še pred začetkom krščanstva, na Irsko pa naj bi jo prinesli Kelti. Na Irskem naj bi hurling igrali že več kot 2000 let, prva omemba te igre v pisnih virih pa izvira iz 15. stoletja. Hurling ima verjetno iste korenine kot škotska igra shinty, cammag, ki se igra na otoku Isle of Man ter bandy, ki se je v preteklosti začel igrati v Angliji in Walesu. Risana zgodba Táin Bó Cuailgne prikazuje junaka Cúchulainna, ki igra hurling na Emain Machi. Obstajajo tudi podobne zgodbe o junaku Fionn Mac Cumhailu ter njegovi legendarni vojaški druščini Fianna. Hurling prikazujejo tudi številne druge risarije in reliefi, med katerimi velja omeniti kipe iz 13. stoletja v Kilkennyju ter nagrobnik iz 15. stoletja, ki se nahaja v Inishowenu, County Donegal.
18. stoletje velja za zlato dobo hurlinga, prvi poskus za standardizacijo igre pa je bila ustanovitev Irske hurling zveze (Irish Hurling Union) na Kolidž svete Trojice v Dublinu leta 1879 in sestavljanje prvih pisanih pravil igre. Gaelic Athletic Association (GAA) je bila nato ustanovljena leta 1884, takrat so bila natisnjena tudi prva pisana pravila igre. 
Večja organiziranost hurlinga in gelskega nogometa je prišla z 20. stoletjem, ko je bilo ustanovljeno vseirsko prvenstvo v hurlingu, hkrati pa so se začela izvajati tudi provincialna prvenstva. Kot velesile v hurlingu so se uveljavile grofije Cork, Kilkenny ter Tipperary. Poleg njih je bil hurling močno razvit tudi v grofijah Wexford, Waterford, Clare, Limerick, Offaly, Dublin ter Galway.
Tudi v 21. stoletju ostaja hurling drugi najbolj priljubljen šport na Irskem. Organizacija ZN za izobraževanje, znanost in kulturo je uvrstila hurling v register nesnovne kulturne dediščine kot enega najstarejših in najhitrejših zunanjih športov, pri čemer je posebej izpostavila tudi njegov pomen za irsko kulturo.